# Подереј (Бистрица-Насауд)
Подереј (рум. Poderei) насеље је у Румунији у округу Бистрица-Насауд у општини Ребришоара. Oпштина се налази на надморској висини од 356 m.

## Становништво
Према подацима из 2002. године у насељу је живело 313 становника, од којих су сви румунске националности.